# Parti communiste d'Espagne
Pour les articles homonymes, voir Parti communiste d'Espagne (homonymie).
Le Parti communiste d'Espagne (en espagnol : Partido Comunista de España, abrégé en PCE) est un parti politique espagnol. Il est le plus important membre de la coalition Izquierda Unida (IU, Gauche unie). Son organe de jeunesse est l'Union des jeunesses communistes d'Espagne. Le PCE publie les mensuels Mundo Obrero (es) (« Monde ouvrier ») et Nuestra Bandera (es) (« Notre drapeau »).

## Histoire

### Origines
Si le Parti socialiste ouvrier espagnol (PSOE) et son syndicat, l'Union générale des travailleurs (UGT), ont une attitude hésitante par rapport à l'Internationale communiste (IC) créée en mars 1919, ce n'est pas le cas de la Fédération des Jeunesses socialistes, qui décide, lors de son Ve congrès, d'appuyer l'IC.
Les partisans de l'IC ne parvenant pas à casser la direction réformiste, la majeure partie de la Fédération des Jeunesses Socialistes décide de fonder, le 15 avril 1920, le Parti communiste espagnol (Partido Comunista Español), qui publie le journal El Comunista.
Un an plus tard apparaît le Parti communiste ouvrier espagnol (Partido Comunista Obrero Español), fondé par les terceristas qui essayaient encore de convaincre le PSOE de rejoindre la Troisième Internationale. Lorsque la majorité du congrès du PSOE décide de rejoindre l'Union des partis socialistes pour l'action internationale, les terceristas font sécession et, le 13 avril 1921, créent le PCOE, très influent dans la province de Biscaye et dans les Asturies, où il est rejoint par la quasi-totalité des militants socialistes.
Membres de l'IC, ces deux partis sont amenés à fusionner, lors de l'« acte de fusion » du 14 novembre 1921, dans le cadre du Parti communiste d'Espagne-Section espagnole de l'Internationale communiste (PCE-SEIC). Lors du premier congrès, qui a lieu en mars 1922 à Madrid, Antonio García Quejido est élu Secrétaire-General. Mais le comité central n'est pas élu de façon régulière : l'IC contrôle les désignations afin de tenter d'établir un équilibre entre les tendances gauchistes issues de l'ancien PCE et celles, plus centristes, du PCOE. Le second congrès a lieu en juillet 1923, de nouveau à Madrid.

### Le PCE sous le régime de Primo de Rivera (1923–1930)
Durant ses premières années, le PCE subit la répression du régime dictatorial du général Miguel Primo de Rivera, établi par le coup d'État du 13 septembre 1923. De nombreux dirigeants du PCE sont arrêtés. En 1925, José Bullejos devient secrétaire général.
La direction pro-Staline sort victorieuse de différentes luttes intestines et commence à déterminer la ligne politique. La domination des staliniens entraîne l'exclusion de nombreux opposants. La Fédération communiste catalane-baléare (FCCB) fait sécession en 1930. Elle s'associe avec l'Opposition communiste internationale (la tendance de Brandler) et devient en 1931 le pivot du Bloc ouvrier et paysan (BOC, Bloque Obrero y Campesino), dirigé par Joaquín Maurín.

### La période de la2eRépublique (1931-1936)
Aussi, le PCE est en état de grande faiblesse lorsque la Seconde République est proclamée en 1931 (selon Pierre Broué, il compte seulement 800 militants).
En 1932, au IVe Congrès tenu à Séville, José Bullejos est réélu secrétaire général, mais il est évincé en septembre ainsi que ses partisans (Gabriel Trilla, Manuel Adame) et remplacé par José Díaz Ramos soutenu par Dolores Ibárruri (connue comme La Pasionaria), Pedro Checa, Antonio Mije, Vicente Uribe et Jesús Hernández.
Le 3 décembre 1933, le premier député du PCE, est élu.
Moscou supervise alors le PCE par l'intermédiaire du NKVD et du Komintern. Il envoie, d'une part, Vittorio Codovilla, qui, à Madrid, contrôle le PCE « d'une main de fer ». Codovilla applique dans un premier temps la stratégie de Staline de donner la priorité à la lutte contre la social-démocratie proclamant que la nouvelle Seconde République est soutenue par le monarchisme de droite et les « social-fascistes » (comme les membres du Parti socialiste ouvrier espagnol) sur la gauche et prédisant que l'administration du président Manuel Azaña deviendrait rapidement une « dictature fasciste claire et nette ». Il souligne la nécessité pour les communistes espagnols de créer des comités révolutionnaires et d'établir des soviets afin d'endiguer la contre-révolution. En Catalogne, l'agent actif du KGB et du Komintern, Ernő Gerő, est chargé de superviser dans les coulisses la filiale catalane du PCE, le Parti socialiste unifié de Catalogne (PSUC) ,.

### Le PCE et la guerre civile espagnole (1936-1939)
Le PCE est resté un parti modeste durant les premières années de la République, mais il prend de l'importance après la victoire du Front populaire (dont les communistes font partie) en février 1936 et l'éclatement de la guerre civile espagnole en juillet. Jusque là, le PCE n’a jamais eu une influence de masse dans la classe ouvrière espagnole car celle-ci était encadrée majoritairement par le mouvement socialiste et par le mouvement anarcho-syndicaliste.
Très discipliné et défendant la propriété privée face aux tentatives de collectivisation, le PCE va être un acteur majeur de la guerre civile. En seulement cinq mois de guerre, il passe de 30 000 à 100 000 membres. À partir du 4 septembre 1936, sous les gouvernements de Francisco Largo Caballero puis de Juan Negrín, il détient deux postes ministériels : celui de l'Agriculture (Vicente Uribe) et celui de l'Instruction publique (Jesus Hernández).
Il fonde une branche espagnole du Secours rouge international qui soutient la cause républicaine.
En 1936, étant donné la situation politique particulière de la Catalogne, le Partit Comunista de Catalunya (branche catalane du PCE) fusionne avec les autres mouvements socialistes catalans et forme le Parti socialiste unifié de Catalogne (PSUC). Depuis lors, le PCE n'est plus présent en tant que tel en Catalogne, mais il contrôle étroitement le nouveau parti « unitaire », qui fait partie de l'Internationale communiste. La création du PSUC renforce les positions communistes en Catalogne, région dans laquelle la gauche est dominée par les anarchistes de la CNT et par les marxistes dissidents du POUM.
Un autre succès du PCE est, le 1er avril 1936, la fusion de son mouvement de jeunesse, dirigé par Fernando Claudín, avec celui du PSOE, dans le cadre de la JSU (Jeunesse socialiste unifiée, Juventud Socialista Unificada), dont le chef est Santiago Carrillo, précédemment membre du PSOE.
Le PCE est aussi très présent dans l'armée républicaine, avec un certain nombre d'officiers de haut rang (Antonio Cordón, un officier de formation classique, qui est sous-secrétaire à la Guerre dans le gouvernement Negrín, Enrique Líster, Juan Modesto, Valentín González (El Campesino), Manuel Tagüeña, Gustavo Durán, etc.) et de commissaires politiques. À partir de fin août 1936, Ernő Gerő prend ainsi en charge le PSUC. Un rôle important est joué au début de la guerre par le Cinquième Régiment et par les Brigades internationales, pour une bonne part sous contrôle communiste. L'action de propagande menée par Dolores Ibárruri est un autre facteur de la notoriété du PCE.
Au cours des mois, le conflit avec la CNT et le POUM, qui ont donc de fortes positions en Catalogne et qui tiennent une bonne partie du front d'Aragon, avec leurs milices et colonnes autonomes s'envenime. Alors que les Brigades internationales imposent la conformité politique au sein de ces forces contrôlées par le Komintern, les mandataires et les représentants du pouvoir communiste soviétique en Espagne profitent de l'occasion pour réprimer brutalement toutes les voix extérieures de la gauche révolutionnaire qui ne suivent pas la ligne de Moscou. Ces autres communistes souvent étiquetés trotskistes, la propagande soviétique transformant tous les communistes non-Komintern (ou ceux qui sont simplement tombés en disgrâce auprès de Staline) en membres d'une cinquième colonne idéologiquement uniforme et organisée, quasi fasciste. Une première crise a lieu lors des événements de mai 1937 à Barcelone, qui se terminent par la répression brutale de la révolte des anarchistes et des militants du POUM par les forces du gouvernement républicain assistées par les militants du PSUC. Le PCE cautionne aussi l'action d'une police parallèle sous contrôle des services soviétiques, responsable de l'enlèvement et de l'assassinat de plusieurs militants révolutionnaires anti-staliniens dont Andreu Nin. Par la suite, les communistes participent à l'intégration contrainte des milices dans l'armée républicaine. Le PCE aide ainsi le gouvernement républicain à se débarrasser des éléments les plus à gauche.
À la fin de la guerre, le PCE atteint 300 000 membres, la JSU 500 000, le PSUC 45 000 : cela est en partie lié au fait que dans la zone républicaine, il était nécessaire d'appartenir à une organisation ; d'autre part, compte tenu de ses positions « anti-révolutionnaires », le PCE a pu attirer des membres des classes moyennes, notamment de nombreux cadres de l'armée. Un exemple spectaculaire est celui du général d'aviation Ignacio Hidalgo de Cisneros (dont l'attitude explique en partie le fait que l'aviation espagnole soit dans l'ensemble restée légaliste en 1936), issu d'une famille catholique et carliste.

### La fin de la guerre
Après l'échec de l'offensive sur l'Ebre (novembre 1938), les chances d'une victoire républicaine sont anéanties ; le camp républicain subit alors une scission entre le gouvernement Negrín appuyé sur le PC, qui veut aller jusqu'au bout (dans l'espoir, en ce qui concerne Negrín du déclenchement d'un conflit plus général, qui mettrait fin à l'isolement de l'Espagne républicaine) et un certain nombre de militaires républicains (Miaja, Casado…), appuyés sur quelques dirigeants socialistes (Julián Besteiro, Wenceslao Carrillo) et un anarchiste (Cipriano Mera), qui veulent engager des négociations d'armistice avec Franco et mettre fin à ce qu'ils estiment être l'emprise soviéto-communiste sur la République.
Cette scission se concrétise en mars 1939, après la chute de Barcelone et la retraite des Républicains de Catalogne vers la France (retirada), notamment celle du président de la République, Manuel Azaña, lors du coup d'État dirigé par Segismundo Casado qui prend le contrôle de Madrid et proclame la déchéance du gouvernement Negrín. Les communistes madrilènes opposent pendant plusieurs jours une résistance armée, mais doivent finalement abandonner le combat. Le coup d'État se révèle d'ailleurs inutile et suicidaire pour la République, Franco ne voulant pas des négociations souhaitées.
Un bureau politique du PCE réuni à Elda (province d'Alicante) au début de mars 1939 aborde trois sujets : position du parti vis-à-vis de Casado ; organisation de l'évacuation des dirigeants ; mise en place d'une direction clandestine pour l'Espagne. De fait, seul le second point sera mis en œuvre avec succès. L'évacuation commencée peu après se termine à la fin du mois (départ de Jesús Hernández, Pedro Checa, et Palmiro Togliatti, un des représentants du Komintern).

### Exil et Pacte germano-soviétique
À la suite de la défaite républicaine d'avril 1939, les membres du PCE sont pourchassés par la dictature du général Francisco Franco (1939–1975). Une large majorité des militants du parti est contrainte à l'exil. Le parti réussit toutefois à demeurer bien organisé au sein de l'opposition en exil. Il bénéficie de ressources économiques importantes ainsi que de l'« appui inconditionnel » des membres du Parti communiste français. En outre, l'Union soviétique apporte un appui ferme aux dirigeants du parti et à ses cadres moyens. Les services diplomatiques soviétiques négocient avec les autorités françaises les sorties de leurs cadres des camps d'internement et leur accueil pour certains en U.R.S.S..
Néanmoins, leur situation durant les premiers mois de l'exil n'est, selon Javier Rubio, « ni privilégiée, ni même confortable » : les communistes font face aux inimitiés liées à leur « pouvoir exorbitant » durant la guerre civile. Pour une grande partie des socialistes et pour tous les anarcho-syndicalistes, « le leadership des communistes avait été une iniquité, et une calamité » dont tous les Républicains payaient les résultats. Pour ces raisons, les communistes sont tenus en marge de certains secteurs respectés de l'exil. Les effectifs de leurs militants diminuent de façon substantielle avec la fin de la guerre civile. En France, l'opinion publique ressent une grande méfiance vis-à-vis de ces exilés, liée aux agissements du PCE durant le conflit. Les accusations concernant les brutalités d'André Marty en Espagne ont également une incidence négative dans l'accueil que les Français en général et les autorités du pays réservent aux militants communistes.
Dès avril 1939, certains organes de presse du parti paraissent en France. Le PCE organise quelques guérillas au nord du pays en collaboration avec d'autres éléments de l'opposition.
De la signature du Pacte germano-soviétique en août 1939 à l’assaut germanique sur l'URSS le 22 juin 1941, les communistes espagnols suivent une politique de neutralité vis-à-vis de l'agression allemande en Pologne et en France, analysant la guerre comme injuste et impérialiste. La signature du Pacte germano-soviétique a pour conséquence que le gouvernement français prend des mesures énergiques contre les sympathisants d'un État qui avait pactisé avec l'Allemagne nazi. Les dirigeants de deuxième et de troisième rang (ceux de premier rang étant déjà à Moscou) font l'objet d'une surveillance spéciale. Le revirement soviétique provoque également chez beaucoup de militants communistes espagnols un problème de conscience alors qu'il leur faut considérer la France de la IIIe République qui les avait soutenus dans leur lutte contre Franco comme un « chacal impérialiste ». Le 1er novembre 1939, un manifeste rédigé par Dolores Ibárruri et largement diffusé est chargé de justifier la position soviétique et l'« action libératrice » de l'Armée Rouge en Pologne. Il constitue une attaque très dure contre la France et l'Angleterre et, en particulier, contre les leaders socialistes des deux pays tout en ne disant pas un mot contre l'Allemagne. Un second manifeste publié la même année appelle à combattre le régime de Franco, mais également à lutter contre « les chefs traîtres du Parti Socialiste Ouvrier Espagnol, de l'anarchisme et des partis républicains » suivant la ligne stalinienne venant de Moscou.

### Résistance et réorientation
Cette position est inversée immédiatement après l'attaque allemande de l'URSS, qui met fin à la « traversée du désert » des membres du parti.
Certains membres du PCE ont combattu comme volontaires au sein de l'Armée rouge durant la Seconde Guerre mondiale, comme le général Enrique Líster. D'autres ont été victimes des purges permanentes de Staline. Une large section des membres du PCE sont restés en France, où l'organisation partisane fut mise en place. Charles Tillon, fondateur des Francs-tireurs et partisans français (FTPF), contacte dès la fin de l’été 1940 les organisations du Parti communiste d’Espagne. Beaucoup de militants rejoignent l'organisation de la Main-d'œuvre immigrée (MOI), laquelle va occuper une place majeure au sein de la résistance en France, tandis que d'autres forment des détachements armés sous commandement du PCE. Les résistants espagnols, bien que fortement atteints par les rafles, prendront part notamment à la libération de Paris et de Strasbourg.
Dolores Ibárruri, « La Pasionaria », remplace José Díaz Ramos comme secrétaire général en 1942 et tient cette position jusqu'en 1960. Santiago Carrillo est secrétaire général de 1960 à 1982. Après avoir hésité un temps, le PCE se lance avec enthousiasme dans les grandes grèves de 1962-1963, démarrées dans les mines de charbon des Asturies. En mars 1963, le responsable communiste Julián Grimau est fusillé par les franquistes malgré une intense campagne internationale de protestation. Dans la seconde moitié de la dictature de Franco le PCE change sa stratégie et organise en Espagne les Commissions ouvrières (CCOO) au sein de l'appareil du syndicat unique officiel.
Le PCE y gagne de l'influence au sein de l'opposition espagnole.
Carrillo met ensuite le parti dans la sphère de l'eurocommunisme. Il fait de nombreuses concessions aux partis centristes, acceptant la restauration d'une démocratie libérale en Espagne et la monarchie constitutionnelle. Son héritage fait l'objet de controverses au sein du PCE. Le parti est finalement légalisé à la suite du massacre d'Atocha de 1977, le 9 avril 1977, cela représente l'une des dernières étapes de la transition démocratique. Quelques semaines seulement après la légalisation le PCE revendiquait 200 000 membres encartés.

### Aujourd'hui
Depuis 1986, le PCE fait partie de la coalition de gauche Izquierda Unida. Son secrétaire général est, depuis avril 2018, Enrique Santiago.
Le PCE compte un député, Alberto Garzón, élu depuis 2011. Aux élections européennes de 2019, le parti remporte deux sièges de députés qui rejoignent le groupe confédéral de la Gauche unitaire européenne/Gauche verte nordique (GUE/NGL).
En janvier 2020, le PCE obtient ses premiers ministres depuis mars 1939 et la fin du gouvernement Negrín II, lors de la chute de la Seconde République et l'avènement de la dictature franquiste, avec la nomination d'Alberto Garzón au poste de ministre de la Consommation et de Yolanda Díaz au poste de ministre du Travail et de l'Économie sociale.

## Dirigeants

### Secrétaires généraux
| Titulaire             | Titulaire             | Titulaire                | Début            | Fin              | Durée                      |
| --------------------- | --------------------- | ------------------------ | ---------------- | ---------------- | -------------------------- |
| 1                     |                       | Antonio García Quejido   | 18 mars 1922     | 8 juillet 1923   | 1 an, 3 mois et 20 jours   |
| 2                     |                       | César Rodríguez González | 8 juillet 1923   | août 1925        | 2 ans, 1 mois et 16 jours  |
| 3                     |                       | José Bullejos            | août 1925        | 17 mars 1932     | 6 ans et 7 mois            |
| 4                     |                       | José Díaz                | 17 mars 1932     | 20 mars 1942     | 10 ans et 3 jours          |
| 5                     |                       | Dolores Ibárruri         | 20 mars 1942     | 3 juillet 1960   | 18 ans, 3 mois et 13 jours |
| 6                     |                       | Santiago Carrillo        | 3 juillet 1960   | 10 décembre 1982 | 22 ans, 5 mois et 7 jours  |
| 7                     |                       | Gerardo Iglesias (es)    | 10 décembre 1982 | 21 février 1988  | 5 ans, 2 mois et 11 jours  |
| 8                     |                       | Julio Anguita            | 21 février 1988  | 7 décembre 1998  | 10 ans, 9 mois et 16 jours |
| 9                     |                       | Francisco Frutos (es)    | 7 décembre 1998  | 8 novembre 2009  | 10 ans, 11 mois et 1 jour  |
| 10                    |                       | José Luis Centella       | 8 novembre 2009  | 2 décembre 2017  | 8 ans et 24 jours          |
| Commission provisoire | Commission provisoire | Commission provisoire    | 2 décembre 2017  | 8 avril 2018     | 4 mois et 6 jours          |
| 11                    |                       | Enrique Santiago         | 8 avril 2018     | en cours         | 7 ans, 3 mois et 16 jours  |

### Autres personnalités marquantes
- Santiago Álvarez
- Manuel Azcárate : exclu en 1982
- Marcelino Camacho
- Enrique Castro Delgado
- Pedro Checa (1906-Mexique, 1942) : membre du Bureau Politique de 1932 à 1942
- Fernando Claudín : exclu en 1964
- Juana Doña
- Joan Comorera (PSUC) : exclu en 1946
- Julián Gorkin : exclu en 1929
- Julián Grimau
- Antoni Gutiérrez (PSUC)
- Jesús Hernández : exclu en 1944
- Enrique Líster
- Joaquín Maurín (ensuite au POUM)
- Simón Sánchez Montero
- Jesús Monzón
- Andreu Nin (ensuite au POUM)
- Gregorio López Raimundo (PSUC)
- Jorge Semprún : exclu en 1964
- Vicente Uribe
- Luis Fernandez : arrestation en France en 1960

## Congrès du PCE
- 1° : Madrid en 1922
- 2° : Madrid en 1923
- 3° : en France en 1927
- 4° : Séville en 1932
- 5° : en Tchécoslovaquie en 1954
- 6° : 1960

## Résultats électoraux

### Congrès des députés et Sénat
| Année                            | Congrès des députés | Congrès des députés | Congrès des députés | Sénat   | Rang | Tête de liste                  | Coalition                        | Gouvernement                                               |
| Année                            | Voix                | %                   | Sièges              | Sénat   | Rang | Tête de liste                  | Coalition                        | Gouvernement                                               |
| -------------------------------- | ------------------- | ------------------- | ------------------- | ------- | ---- | ------------------------------ | -------------------------------- | ---------------------------------------------------------- |
| 1931                             | NC                  | 0,77                | 0 / 470             | NC      | 21e  | José Bullejos                  | –                                | Extra-parlementaire                                        |
| 1933                             | NC                  | 1,80                | 1 / 473             | NC      | 14e  | José Díaz Ramos                | –                                | Opposition parlementaire                                   |
| 1936                             | NC                  | 3,5                 | 17 / 473            | NC      | 13e  | José Díaz Ramos                | Front populaire                  | XVIIe, XIXe, XXe, XXIe, XXIe, XXIIIe, XXIVe, XXVe et XXVIe |
| Dictature franquiste (1939-1977) |                     |                     |                     |         |      |                                |                                  |                                                            |
| 1977                             | 1 709 890           | 9,33                | 19 / 350            | 5 / 248 | 3e   | Santiago Carrillo              | –                                | Opposition parlementaire                                   |
| 1979                             | 1 938 487           | 10,77               | 23 / 350            | 1 / 264 | 3e   | Santiago Carrillo              | –                                | Opposition parlementaire                                   |
| 1982                             | 846 515             | 4,02                | 4 / 350             | 0 / 264 | 4e   | Santiago Carrillo              | –                                | Opposition parlementaire                                   |
| 1986                             | 935 504             | 4,63                | 4 / 350             | 0 / 264 | 5e   | Gerardo Iglesias (es)          | Gauche unie                      | Opposition parlementaire                                   |
| 1989                             | 1 858 588           | 9,07                | 13 / 350            | 0 / 264 | 3e   | Julio Anguita                  | Gauche unie                      | Opposition parlementaire                                   |
| 1993                             | 2 253 722           | 9,55                | 13 / 350            | 0 / 264 | 3e   | Julio Anguita                  | Gauche unie                      | Opposition parlementaire                                   |
| 1996                             | 2 639 774           | 10,54               | 12 / 350            | 0 / 264 | 3e   | Julio Anguita                  | Gauche unie                      | Opposition parlementaire                                   |
| 2000                             | 1 263 043           | 5,45                | 7 / 350             | 0 / 264 | 3e   | Francisco Frutos (es)          | Gauche unie                      | Opposition parlementaire                                   |
| 2004                             | 1 284 081           | 4,96                | 2 / 350             | 0 / 264 | 3e   | Gaspar Llamazares              | Gauche unie                      | Opposition parlementaire                                   |
| 2008                             | 969 946             | 3,77                | 1 / 350             | 0 / 266 | 6e   | Gaspar Llamazares              | Gauche unie                      | Opposition parlementaire                                   |
| 2011                             | 1 686 040           | 6,92                | 4 / 350             | 0 / 266 | 3e   | Cayo Lara                      | La Izquierda Plural (es)         | Opposition parlementaire                                   |
| 2015                             | 926 783             | 3,68                | 2 / 350             | 1 / 266 | 3e   | Yolanda Díaz et Alberto Garzón | Unité populaire et En Marea      | Opposition parlementaire                                   |
| 2016                             | NC                  | NC                  | 5 / 350             | 2 / 266 | 3e   | Alberto Garzón                 | Unité populaire et En Marea      | Opposition parlementaire                                   |
| 04/2019                          | NC                  | NC                  | 4 / 350             | 0 / 266 | 3e   | Enrique Santiago               | Unité populaire et En Comú Podem | Aucune majorité ne parvient à se former                    |
| 11/2019                          | NC                  | NC                  | 4 / 350             | 0 / 266 | 4e   | Enrique Santiago               | Unité populaire et En Comú Podem | Sánchez II                                                 |
| 2023                             | NC                  | NC                  | 5 / 350             | 0 / 266 | 4e   | Enrique Santiago               | Sumar                            | Sánchez III                                                |

### Élections européennes
| Année | Voix      | %    | Mandats | Rang | Tête de liste       | Groupe           | Coalition        |
| ----- | --------- | ---- | ------- | ---- | ------------------- | ---------------- | ---------------- |
| 1987  | 1 011 830 | 5,3  | 1 / 60  | 4e   | Fernando Perez Royo | COM              | Gauche unie      |
| 1989  | 961 742   | 6,1  | 2 / 60  | 4e   | Fernando Perez Royo | GUE puis GUE     | Gauche unie      |
| 1994  | 2 497 671 | 13,4 | 7 / 64  | 3e   | Alonso José Puerta  | GUE puis GUE/NGL | Gauche unie      |
| 1999  | 1 221 566 | 5,8  | 3 / 64  | 3e   | Alonso José Puerta  | GUE/NGL          | Gauche unie      |
| 2004  | 643 136   | 4,7  | 1 / 54  | 4e   | Willy Meyer         | GUE/NGL          | Gauche unie      |
| 2009  | 588 248   | 3,7  | 1 / 54  | 4e   | Willy Meyer         | GUE/NGL          | Gauche unie      |
| 2014  | 1 575 308 | 10,0 | 2 / 54  | 2e   | Willy Meyer         | GUE/NGL          | Gauche plurielle |